# Controlled Demolition, Inc.
A Controlled Demolition, Inc. (CDI), fundada por Jack Loizeaux em 1947, é uma empresa sediada em Phoenix, Maryland, especializada na utilização de explosivos para criar uma demolição controlada de uma estrutura. No início das suas funções, a firma usava dinamite para remover troncos de árvores em Baltimore, posteriormente mudando para o uso de explosivos para derrubar chaminés, viadutos e pequenos edifícios em 1940. A 22 de Setembro de 2001, a organização ficou encarregue de entregar um plano preliminar para a limpeza dos escombros do World Trade Center após os ataques a 11 de Setembro de 2001.